# Бунготакада
Бунготакада (яп. 豊後高田市 Бунготакада-си) — город в Японии, находящийся в префектуре Оита. Площадь города составляет 206,65 км², население — 22 979 человек (1 августа 2014), плотность населения — 111,20 чел./км².

## Географическое положение
Город расположен на острове Кюсю в префектуре Оита региона Кюсю. С ним граничат города Уса, Кицуки, Кунисаки.

## Население
Население города составляет 22 979 человек (1 августа 2014), а плотность — 111,20 чел./км². Изменение численности населения с 1980 по 2005 годы:
| 1980 | 30 705 чел. |  |
| 1985 | 29 812 чел. |  |
| 1990 | 28 798 чел. |  |
| 1995 | 27 337 чел. |  |
| 2000 | 26 206 чел. |  |
| 2005 | 25 114 чел. |  |

## Символика
Деревом города считается хурма, цветком — космея.